# Glukuronidy

6-Glukuronid kodeiny, główny metabolit kodeiny

Glukuronidy – organiczne związki chemiczne z grupy glikozydów, pochodne kwasu glukuronowego.
Powstają one w wyniku połączenia cząsteczki kwasu glukuronowego z inną substancją wiązaniem glikozydowym. Hormony tarczycy, hormony sterydowe czy bilirubina są wydalane z organizmu w formie rozpuszczalnych w moczu glukuronidów.